# Poppenmühle
Poppenmühle ist ein Gemeindeteil der Gemeinde Mistelbach im Landkreis Bayreuth (Oberfranken, Bayern). Poppenmühle liegt in der Gemarkung Mistelbach.

## Geografie
Die Einöde liegt am linken Ufer der Mistel. Ein Anliegerweg führt an Finkenmühle vorbei nach Mistelbach (1 km nördlich).

## Geschichte
Poppenmühle gehörte zur Realgemeinde Mistelbach. Gegen Ende des 18. Jahrhunderts bestand Poppenmühle aus einem Anwesen. Die Hochgerichtsbarkeit stand dem bayreuthischen Stadtvogteiamt Bayreuth zu. Die Grundherrschaft über die Mühle hatte das Gotteshaus Gesees.
Von 1797 bis 1810 unterstand der Ort dem Justiz- und Kammeramt Bayreuth. Mit dem Gemeindeedikt wurde Poppenmühle dem 1812 gebildeten Steuerdistrikt Gesees und der zugleich gebildeten Ruralgemeinde Mistelbach zugewiesen.

### Einwohnerentwicklung
| Jahr      | 001822 | 001861 | 001871 | 001885 | 001900 | 001925 | 001950 | 001961 | 001970 | 001987 | 002022 |
| Einwohner | 9      | 9      | 7      | 9      | 8      | 5      | 11     | 7      | 3      | 2      | 2      |
| Häuser    | 1      |        |        | 1      | 1      | 1      | 1      | 1      |        | 1      |        |
| Quelle    | [ 6 ]  | [ 9 ]  | [ 10 ] | [ 11 ] | [ 12 ] | [ 13 ] | [ 14 ] | [ 15 ] | [ 16 ] | [ 17 ] | [ 1 ]  |

## Religion
Poppenmühle ist evangelisch-lutherisch geprägt und nach St. Bartholomäus (Mistelbach) gepfarrt.